# Šćipakčić
Šćipakčić  (bušinova ozorina, šipakčić, prasac, žuta ozorina, lat. Cytinus hypocistis), parazitska raslinja na vrstama bušina (Cistus), rasprostranjena po Mediteranu, uključujuići i Hrvatsku. Jedna je je od nekoliko vrsta u rodu ozorina, porodica ozorinovke.
- C. hypocistis
- C. hypocistis